# زياد الجري
زياد الجري، هو لاعب كرة قدم سعودي يلعب مدافع لنادي الفتح .

## روابط خارجية
- زياد الجري على موقع Soccerway.com (الإنجليزية)